# 新铺镇 (孝感市)
新铺镇，是中华人民共和国湖北省孝感市孝南区下辖的一个乡镇级行政单位。

## 行政区划
新铺镇下辖以下地区：
远大社区、永安社区、新铺社区、楼庙村、牌楼村、黄榨村、六角地村、黄沈村、建立村、范杨村、鲁砦村、罗陂村、长江村、刘堰村、新中村、富强村、郝庙村、向新村、胡陈村、徐山村、鲁岗村、群英村、何赵村、远光村和顺利村。